# Festival van San Remo 1958
Het Festival van San Remo 1958 was de achtste editie van de liedjeswedstrijd. De winnaar werd afgevaardigd naar het Eurovisiesongfestival 1958. Domenico Modugno werd derde op het Songfestival maar Nel blu dipinto di blu groeide onder de titel Volare uit tot een van de grootste wereldhits aller tijden.

## Finale
1. Nel blu dipinto di blu (Domenico Modugno e Franco Migliacci) Domenico Modugno – Johnny Dorelli
2. L'edera (Saverio Seracini & Vincenzo D'Acquisto) Nilla Pizzi – Tonina Torrielli
3. Amare un'altra (Riccardo Pazzaglia e Fabor) Gino Latilla – Nilla Pizzi
4. Campana di Santa Lucia (Cherubini-Concina) Claudio Villa – Giorgio Consolini
5. Giuro d'amarti così (Mascheroni-Panzeri) Claudio Villa – Nilla Pizzi
6. Timida serenata (Redi-Nisa) Carla Boni & Gino Latilla – Aurelio Fierro & Gloria Christian
7. Fragole e cappellini (Saverio Seracini & Mario Panzeri) Claudio Villa & Duo Fasano – Aurelio Fierro & Trio Joyce
8. Non potrai dimenticare (Pallesi-Malgoni) Natalino Otto – Carla Boni & Gino Latilla
9. Mille volte (Fabor) Tonina Torrielli – Cristina Jorio
10. Fantastica (Costanzo-Gori-Bentivoglio) Johnny Dorelli – Natalino Otto

## Halvefinalisten
- Arsura (Cherubini-D'Acquisto-Schisa) Carla Boni – Giorgio Consolini
- Cos'è un bacio (Rovi-Boneschi) Claudio Villa e Gino Latilla – Gloria Christian
- È molto facile dirsi addio (L. Martelli-Neri) Marisa Del Frate – Giorgio Consolini
- Ho disegnato un cuore (Simoni-Piga) Marisa Del Frate – Gloria Christian
- I trulli di Alberobello (Bindi-Ciocca) Duo Fasano – Aurelio Fierro & Trio Joyce
- Io sono te (Rossi-Testa-Biri-De Giusti) Carla Boni – Cristina Jorio
- La canzone che piace a te (Cutolo-De Paolis-Ruccione) Nilla Pizzi & Aurelio Fierro – Claudio Villa & Duo Fasano
- Nozze d'oro (Conti-Cavalli-Carnelli) Tonina Torrielli & Duo Fasano – Trio Joyce
- Se tornassi tu (Barberis-Radaelli) Johnny Dorelli – Giorgio Consolini
- Tu sei del mio paese (C.A. Rossi-Biri-De Giusti-Testa) Gino Latilla – Natalino Otto

1951 · 1952 · 1953 · 1954 · 1955 · 1956 · 1957 · 1958 · 1959 · 1960 · 1961 · 1962 · 1963 · 1964 · 1965 · 1966 · 1967 · 1968 · 1969 · 1970 · 1971 · 1972 · 1973 · 1974 · 1975 · 1976 · 1977 · 1978 · 1979 · 1980 · 1981 · 1982 · 1983 · 1984 · 1985 · 1986 · 1987 · 1988 · 1989 · 1990 · 1991 · 1992 · 1993 · 1994 · 1995 · 1996 · 1997 · 1998 · 1999 · 2000 · 2001 · 2002 · 2003 · 2004 · 2005 · 2006 · 2007 · 2008 · 2009 · 2010 · 2011 · 2012 · 2013 · 2014 · 2015 · 2016 · 2017 · 2018 · 2019 · 2020 · 2021 · 2022 · 2023 · 2024 · 2025